# Đội tuyển bóng đá quốc gia Kurdistan thuộc Iraq
Đội tuyển bóng đá quốc gia Kurdistan thuộc Iraq (tiếng Ả Rập: منتخب كردستان العراق الوطني لكرة القدم, tiếng Kurd: Helbijardey Topî pêy Kurdistan ;ھەڵبژاردەی تۆپی پێی كوردستان) là đội tuyển bóng đá đại diện cho Kurdistan thuộc Iraq. Họ không thuộc FIFA hay AFC, do đó không thể cạnh tranh tấm vé vào FIFA World Cup hoặc AFC Asian Cup. Hiệp hội bóng đá Iraq đã tham dự cuộc họp do NF-Board tổ chức vào tháng 6 năm 2006.

## Lịch sử
Đội đã chơi ở VIVA World Cup 2008, kết thúc ở vị trí thứ 4 sau trận thua 3–1 trước Sápmi. Chiến thắng đầu tiên và duy nhất của họ tại giải đấu năm 2008 là trước Provence.
Vào tháng 12 năm 2008, trong cuộc họp Đại hội đồng lần thứ 5, Kurdistan được trao quyền thành viên đầy đủ cho Hội đồng NF-Board và đã thất bại trong việc ứng cử đăng cai VIVA World Cup 2010. Sau khi để thua trong trận chung kết ở cả hai giải đấu 2009 và 2010, Kurdistan cuối cùng đã trở thành nhà vô địch trên sân nhà vào năm 2012, chiến thắng trước Bắc Síp với tỷ số 2-1 trước 22.000 khán giả.

## Hồ sơ giải đấu
| Năm                                                      | Kết quả                                 | GP                                      | W                                       | D                                       | L                                       | GS                                      | GA                                      |
| VIVA World Cup                                           | VIVA World Cup                          | VIVA World Cup                          | VIVA World Cup                          | VIVA World Cup                          | VIVA World Cup                          | VIVA World Cup                          | VIVA World Cup                          |
| -------------------------------------------------------- | --------------------------------------- | --------------------------------------- | --------------------------------------- | --------------------------------------- | --------------------------------------- | --------------------------------------- | --------------------------------------- |
| 2006                                                     | Không tham dự                           | Không tham dự                           | Không tham dự                           | Không tham dự                           | Không tham dự                           | Không tham dự                           | Không tham dự                           |
| 2008                                                     | 4th                                     | 5                                       | 1                                       | 2                                       | 2                                       | 7                                       | 7                                       |
| 2009                                                     | 2nd                                     | 4                                       | 2                                       | 0                                       | 2                                       | 11                                      | 4                                       |
| 2010                                                     | 2nd                                     | 4                                       | 3                                       | 0                                       | 1                                       | 9                                       | 5                                       |
| 2012                                                     | 1st                                     | 4                                       | 4                                       | 0                                       | 0                                       | 11                                      | 2                                       |
| Cúp quốc tế Palestine                                    |                                         |                                         |                                         |                                         |                                         |                                         |                                         |
| 2012                                                     | 3rd                                     | 3                                       | 1                                       | 1                                       | 1                                       | 5                                       | 4                                       |
| International Tournament of Peoples, Cultures and Tribes |                                         |                                         |                                         |                                         |                                         |                                         |                                         |
| 2013                                                     | 1st                                     | 4                                       | 3                                       | 1                                       | 0                                       | 9                                       | 1                                       |
| Giải vô địch bóng đá thế giới ConIFA                     |                                         |                                         |                                         |                                         |                                         |                                         |                                         |
| 2014                                                     | 6th                                     | 5                                       | 1                                       | 3                                       | 1                                       | 14                                      | 6                                       |
| 2016                                                     | 8th                                     | 5                                       | 2                                       | 3                                       | 0                                       | 9                                       | 3                                       |
| 2018                                                     | Không tham dự                           | Không tham dự                           | Không tham dự                           | Không tham dự                           | Không tham dự                           | Không tham dự                           | Không tham dự                           |
| 2020                                                     | Giải đấu bị hủy bỏ vì Đại dịch COVID-19 | Giải đấu bị hủy bỏ vì Đại dịch COVID-19 | Giải đấu bị hủy bỏ vì Đại dịch COVID-19 | Giải đấu bị hủy bỏ vì Đại dịch COVID-19 | Giải đấu bị hủy bỏ vì Đại dịch COVID-19 | Giải đấu bị hủy bỏ vì Đại dịch COVID-19 | Giải đấu bị hủy bỏ vì Đại dịch COVID-19 |
| Tổng cộng                                                | Tốt nhất: 1st                           | 33                                      | 18                                      | 8                                       | 7                                       | 73                                      | 28                                      |

## Đội hình hiện tại
| Số | VT | Cầu thủ              | Ngày sinh (tuổi) | Trận | Bàn | Câu lạc bộ        |
| -- | -- | -------------------- | ---------------- | ---- | --- | ----------------- |
| 1  | TM | Sarhang Muhsin       | 29               | 22   | 0   | Al-Shorta         |
| 12 | TM | Znar Faizi           |                  | 0    | 0   | Duhok             |
| 22 | TM | Rebaz Abdulla        | 21               | 0    | 0   | Erbil             |
|    |    |                      |                  |      |     |                   |
| 2  | HV | Bayar Abubakir       |                  | 5    | 0   | Duhok             |
| 3  | HV | Herdi Siamand        | 33               | 11   | 1   | Erbil             |
| 20 | HV | Jassim Mohammed Haji | 32               | 10   | 1   | Zakho             |
| 13 | HV | Aras Mustafa         | 28               | 1    | 0   | Zeravani          |
| 4  | HV | Hawkar Latif         | 26               | 0    | 0   | Nawroz            |
| 8  | HV | Khalid Mushir        | 35               | 12   | 2   | Zakho             |
| 5  | HV | Kamaran Ali          | 27               | 3    | 0   | Zakho             |
| 21 | HV | Niaz Muhamad         | 26               | 5    | 0   | Erbil             |
|    |    |                      |                  |      |     |                   |
| 14 | TV | Hawre Jalal          | 26               | 3    | 5   | Peshmargay Hawler |
| 15 | TV | Muhamad Sabir        |                  | 1    | 0   | Erbil             |
| 19 | TV | Diyar Rahman         | 30               | 5    | 1   | Erbil             |
| 10 | TV | Ali Aziz             | 27               | 10   | 4   | Ararat Yerevan    |
| 16 | TV | Ahmet Isik           | 19               | 12   | 19  | Arminia Tegel     |
| 6  | TV | Abdulla Kaifi        | 24               | 0    | 0   | Kirkuk            |
| 11 | TV | Kosrat Baiz          | 25               | 5    | 2   | Erbil             |
| 9  | TV | Rekar Hashim         | 23               | 1    | 0   | Erbil             |
|    |    |                      |                  |      |     |                   |
| 17 | TĐ | Hunar Ahmad          |                  | 4    | 2   | Zeravani          |
| 18 | TĐ | Ayub Ayad            | 31               | 1    | 0   | Zeravani          |
| 7  | TĐ | Farhang Wriya        |                  | 2    | 1   | Peshmargay Hawler |
| 23 | TĐ | Farhan Shakor        | 21               | 9    | 5   | Erbil             |